# Wibs Kautz
Wilbert Kautz, detto Wibs (Chicago, 7 settembre 1915 – Worth, 25 maggio 1979), è stato un cestista statunitense, professionista nella NBL, nella ABL e nella BAA.

## Palmarès
- All-NBL First Team (1940)
- All-NBL Second Team (1941)
- Campione ABL (1946)
- All Tournament Team WPBT (1940)